# Luis Gruno de Hesse-Homburg
Luis Juan Guillermo Gruno de Hesse-Homburg (Homburg, 15 de enero de 1705-Berlín, 23 de octubre de 1745) fue príncipe heredero de Hesse-Homburg y mariscal de campo imperial ruso.

## Biografía
Era el hijo mayor superviviente del landgrave Federico III de Hesse-Homburg y de su primera esposa, Isabel Dorotea de Hesse-Darmstadt, hija del landgrave Luis VI de Hesse-Darmstadt. Estudió en la Universidad de Giessen y fue enviado por su padre a Rusia en 1723.
Se convirtió en mayor general en Riga y comandante del Regimiento-Narva. Como el nieto de Luisa Isabel de Curlandia, tenía la esperanza en vano de suceder a su primo, Fernando Kettler, como duque de Curlandia. La zarina Ana de Rusia lo trasladó a San Petersburgo, donde fue promovido a teniente general y comandante de la guarnición de San Petersburgo.
En 1732, lideró con suceso una campaña contra los tártaros de Crimea. Después de operaciones en Polonia Oriental en 1734-1735, de nuevo combatió contra los tártaros de Crimea y los turcos en 1736-1737, pero ahora bajo el mando de von Münnich. Se le concedió el rango de General-Feldzeugmeister y fue nombrado gobernador de Astracán y de las provincias persas.
Luis Gruno también tuvo buenas relaciones con la nueva zarina Isabel de Rusia. Ella le dio en 1742 el título de general mariscal de campo, una casa en Moscú y una finca en Livonia.
Murió de enfermedad en un viaje a Berlín. Precedió en la muerte a su padre y fue enterrado en la cripta del castillo de Homburg.

## Familia

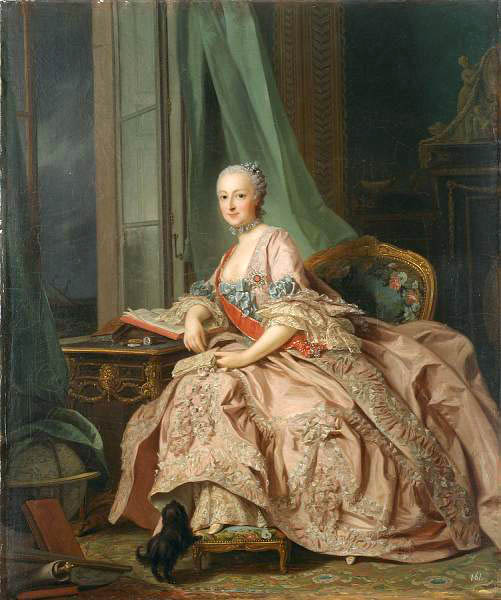
Princesa Trubetskaya.

Luis Gruno de Hesse-Homburg contrajo matrimonio con Anastasija Trubetskaya el 3 de febrero de 1738. Ella era la hija del príncipe Iván Trubetskói, primo de Nikita Trubetskói, y viuda del príncipe Dimitrie Cantemir, duque de Moldavia. No tuvieron hijos.